# The Kiss in the Tunnel
The Kiss in the Tunnel (El beso en el túnel) es una película británica dirigida en 1899 por George Albert Smith (1864 – 1959).

## Argumento
Un caballero y una dama están solos en un compartimento del tren. Cuando el tren entra en un túnel, aprovechan para besarse.